# HMS 햄프셔 (1903년)

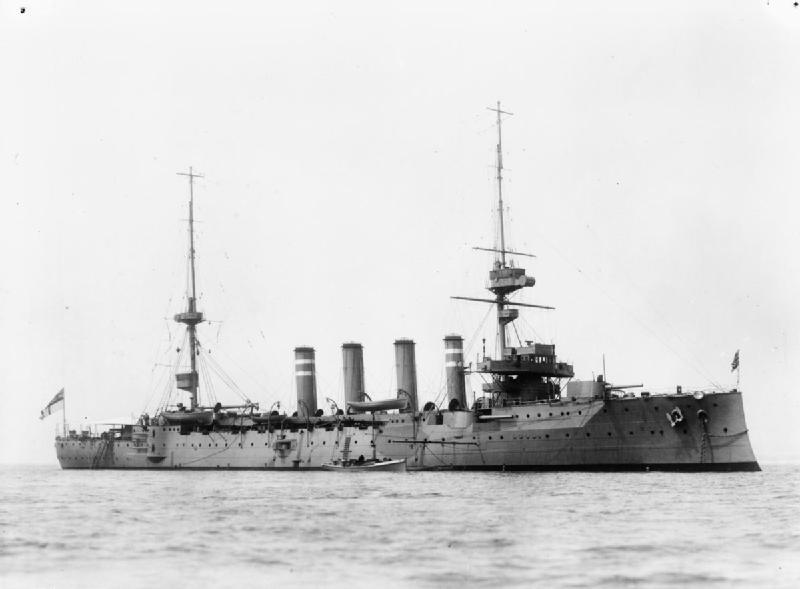
HMS 햄프셔

HMS 햄프셔(HMS Hampshire)는 영국 해군의 데본셔급 장갑순양함이다. 이 순양함은 영국 중부 뉴케슬 어폰타인시 엘스윅구에서 만들어져, 833,817 파운드의 비용으로,1905년 취역하였다. 햄프셔는 제1차 세계 대전에 참가하였다. 유틀란드 해전에 참가한 며칠후, 햄프셔는 전쟁부 장관 키치너 경을 태우고 러시아로 향하던중, 독일 잠수함이 부설한 기뢰에 의해 침몰하였다.